# Tor tambra
 Tor tambra és una espècie de peix cipriniforme de la família dels ciprínids.

## Morfologia
Els mascles poden assolir els 100 cm de longitud total.

## Distribució geogràfica
Es troba a Java, Borneo, Malàisia i la conca del riu Mekong.